# 토시 (도구)
토시는 팔에 착용하는 의류이다. 원통 모양으로 팔에 끼워서 사용한다.
한국 전통의상 한복에서 사용한 토시는 방한용과 방서용 두 가지 종류가 있다. 방한용은 비단, 솜, 동물의 털가죽 등을 이용해 만들었고 겨울철 팔과 손을 따뜻하게 유지하는 데 이용했다. 방서용은 대나무 가지 등을 엮어 만든 것을 겉옷 안에 착용하여 공기가 통하고 옷이 몸에 달라붙지 않아 시원함을 유지하게 해준다.
특히 겨울용은 옷 위로 착용하기 때문에 자수나 금박 등으로 장식하는 경우가 많았다.